# كريستين حكيم
كريستين حكيم (بالإندونيسية: Christine Hakim)‏ هي عارضة وممثلة إندونيسية، ولدت في 25 ديسمبر 1956 في إندونيسيا.

## أعمال

### أفلام
- (2010) إيت براي لوف[3][4]

## وصلات خارجية
- كريستين حكيم على موقع IMDb (الإنجليزية)
- كريستين حكيم على موقع ألو سيني (الفرنسية)
- كريستين حكيم على موقع أول موفي (الإنجليزية)
- كريستين حكيم على موقع قاعدة بيانات الأفلام السويدية (السويدية)
- كريستين حكيم على موقع قاعدة بيانات الفيلم (الإنجليزية)
- كريستين حكيم على موقع كينوبويسك (الروسية)